# Collegio di Argyll and Bute
Argyll and Bute è stato un collegio elettorale scozzese della Camera dei comuni del Parlamento del Regno Unito. Eleggeva un membro del Parlamento con il sistema maggioritario a turno unico. Il collegio è stato abolito con la revisione del 2024, e gran parte della sua area è confluita nel nuovo Argyll, Bute and South Lochaber.

## Estensione
Quando fu creato nel 1983, il collegio copriva l'area del distretto di Argyll e Bute, nella regione Strathclyde. Nel 2005 fu allargata per coprire l'area del consiglio di Argyll e Bute, che era stata creata nel 1996. Pertanto Helensburgh, già inclusa nella nuova area del consiglio, fu inclusa anche nel collegio. Helensburg fino al 1996 era stata nel collegio di Dunbarton, e fino al 2005 nel Collegio di Dumbarton.

## Membri del parlamento
| Elezione | Elezione  | Deputato                                                         | Partito                                                          |
| -------- | --------- | ---------------------------------------------------------------- | ---------------------------------------------------------------- |
|          | 1983      | John MacKay                                                      | Conservatore                                                     |
|          | 1987      | Ray Michie                                                       | Liberale                                                         |
|          | 1992      | Ray Michie                                                       | Liberal Democratico                                              |
| 2001     | Alan Reid |                                                                  | Liberal Democratico                                              |
|          | 2015      | Brendan O'Hara                                                   | SNP                                                              |
|          | 2024      | Collegio abolito e sostituito da Argyll, Bute and South Lochaber | Collegio abolito e sostituito da Argyll, Bute and South Lochaber |

## Risultati elettorali

### Elezioni negli anni 2010
| Partito                    | Partito                    | Candidato                  | Risultati 12 dicembre 2019 | Risultati 12 dicembre 2019 |
| Partito                    | Partito                    | Candidato                  | Voti                       | %                          |
| -------------------------- | -------------------------- | -------------------------- | -------------------------- | -------------------------- |
|                            | SNP                        | Brendan O'Hara             | 21 040                     | 43,79                      |
|                            | Conservatore               | Gary Mulvaney              | 16 930                     | 35,23                      |
|                            | Lib Dem                    | Alan Reid                  | 6 832                      | 14,22                      |
|                            | Laburista                  | Rhea Barnes                | 3 248                      | 6,76                       |
|                            |                            |                            |                            |                            |
| Iscritti                   | Iscritti                   | Iscritti                   | 66 525                     | 100,00                     |
| ↳ Votanti (% su iscritti)  | ↳ Votanti (% su iscritti)  | ↳ Votanti (% su iscritti)  | 48 050                     | 72,23                      |
| ↳ Astenuti (% su iscritti) | ↳ Astenuti (% su iscritti) | ↳ Astenuti (% su iscritti) | 18 475                     | 27,77                      |

| Partito                    | Partito                          | Candidato                  | Risultati 8 giugno 2017 | Risultati 8 giugno 2017 |
| Partito                    | Partito                          | Candidato                  | Voti                    | %                       |
| -------------------------- | -------------------------------- | -------------------------- | ----------------------- | ----------------------- |
|                            | SNP                              | Brendan O'Hara             | 17 304                  | 36,00                   |
|                            | Conservatore                     | Gary Mulvaney              | 15 976                  | 33,24                   |
|                            | Lib Dem                          | Alan Reid                  | 8 745                   | 18,19                   |
|                            | Laburista                        | Michael Kelly              | 6 044                   | 12,57                   |
|                            |                                  |                            |                         |                         |
| Iscritti                   | Iscritti                         | Iscritti                   | 67 229                  | 100,00                  |
| ↳ Votanti (% su iscritti)  | ↳ Votanti (% su iscritti)        | ↳ Votanti (% su iscritti)  | 48 069                  | 71,50                   |
| ↳ Astenuti (% su iscritti) | ↳ Astenuti (% su iscritti)       | ↳ Astenuti (% su iscritti) | 19 160                  | 28,50                   |
|                            |                                  |                            |                         |                         |
|                            | Esito: collegio confermato a SNP |                            |                         |                         |

| Partito                    | Partito                                | Candidato                  | Risultati 7 maggio 2015 | Risultati 7 maggio 2015 |
| Partito                    | Partito                                | Candidato                  | Voti                    | %                       |
| -------------------------- | -------------------------------------- | -------------------------- | ----------------------- | ----------------------- |
|                            | SNP                                    | Brendan O'Hara             | 22 959                  | 44,25                   |
|                            | Lib Dem                                | Alan Reid                  | 14 486                  | 27,92                   |
|                            | Conservatore                           | Alastair Redman            | 7 733                   | 14,90                   |
|                            | Laburista                              | Mary Galbraith             | 5 394                   | 10,40                   |
|                            | UKIP                                   | Caroline Santos            | 1 311                   | 2,53                    |
|                            |                                        |                            |                         |                         |
| Iscritti                   | Iscritti                               | Iscritti                   | 68 901                  | 100,00                  |
| ↳ Votanti (% su iscritti)  | ↳ Votanti (% su iscritti)              | ↳ Votanti (% su iscritti)  | 51 883                  | 75,30                   |
| ↳ Astenuti (% su iscritti) | ↳ Astenuti (% su iscritti)             | ↳ Astenuti (% su iscritti) | 17 018                  | 24,70                   |
|                            |                                        |                            |                         |                         |
|                            | Esito: collegio passa da Lib Dem a SNP |                            |                         |                         |

| Partito                    | Partito                              | Candidato                  | Risultati 6 maggio 2010 | Risultati 6 maggio 2010 |
| Partito                    | Partito                              | Candidato                  | Voti                    | %                       |
| -------------------------- | ------------------------------------ | -------------------------- | ----------------------- | ----------------------- |
|                            | Lib Dem                              | Alan Reid                  | 14 292                  | 31,61                   |
|                            | Conservatore                         | Gary Mulvaney              | 10 861                  | 24,03                   |
|                            | Laburista                            | David Graham               | 10 274                  | 22,73                   |
|                            | SNP                                  | Mike MacKenzie             | 8 563                   | 18,94                   |
|                            | Verdi                                | Elaine Morrison            | 789                     | 1,75                    |
|                            | Indipendente                         | George Doyle               | 272                     | 0,60                    |
|                            | Cristiano                            | John Black                 | 156                     | 0,35                    |
|                            |                                      |                            |                         |                         |
| Iscritti                   | Iscritti                             | Iscritti                   | 67 172                  | 100,00                  |
| ↳ Votanti (% su iscritti)  | ↳ Votanti (% su iscritti)            | ↳ Votanti (% su iscritti)  | 45 207                  | 67,30                   |
| ↳ Astenuti (% su iscritti) | ↳ Astenuti (% su iscritti)           | ↳ Astenuti (% su iscritti) | 21 965                  | 32,70                   |
|                            |                                      |                            |                         |                         |
|                            | Esito: collegio confermato a Lib Dem |                            |                         |                         |

### Elezioni negli anni 2000
| Partito                    | Partito                              | Candidato                  | Risultati 5 maggio 2005 | Risultati 5 maggio 2005 |
| Partito                    | Partito                              | Candidato                  | Voti                    | %                       |
| -------------------------- | ------------------------------------ | -------------------------- | ----------------------- | ----------------------- |
|                            | Lib Dem                              | Alan Reid                  | 15 786                  | 36,52                   |
|                            | Conservatore                         | Jamie McGrigor             | 10 150                  | 23,48                   |
|                            | Laburista                            | Carolyn Manson             | 9 696                   | 22,43                   |
|                            | SNP                                  | Isobel Strong              | 6 716                   | 15,54                   |
|                            | Socialista                           | Deirdre Henderson          | 881                     | 2,04                    |
|                            |                                      |                            |                         |                         |
| Iscritti                   | Iscritti                             | Iscritti                   | 67 334                  | 100,00                  |
| ↳ Votanti (% su iscritti)  | ↳ Votanti (% su iscritti)            | ↳ Votanti (% su iscritti)  | 43 229                  | 64,20                   |
| ↳ Astenuti (% su iscritti) | ↳ Astenuti (% su iscritti)           | ↳ Astenuti (% su iscritti) | 24 105                  | 35,80                   |
|                            |                                      |                            |                         |                         |
|                            | Esito: collegio confermato a Lib Dem |                            |                         |                         |

| Partito                    | Partito                              | Candidato                  | Risultati 7 giugno 2001 | Risultati 7 giugno 2001 |
| Partito                    | Partito                              | Candidato                  | Voti                    | %                       |
| -------------------------- | ------------------------------------ | -------------------------- | ----------------------- | ----------------------- |
|                            | Lib Dem                              | Alan Reid                  | 9 245                   | 29,86                   |
|                            | Laburista                            | Hugh J.E. Raven            | 7 592                   | 24,52                   |
|                            | Conservatore                         | Dave Petrie                | 6 436                   | 20,79                   |
|                            | SNP                                  | Agnes Samuel               | 6 433                   | 20,78                   |
|                            | Socialista                           | Des Divers                 | 1 251                   | 4,04                    |
|                            |                                      |                            |                         |                         |
| Iscritti                   | Iscritti                             | Iscritti                   | 49 138                  | 100,00                  |
| ↳ Votanti (% su iscritti)  | ↳ Votanti (% su iscritti)            | ↳ Votanti (% su iscritti)  | 30 957                  | 63,00                   |
| ↳ Astenuti (% su iscritti) | ↳ Astenuti (% su iscritti)           | ↳ Astenuti (% su iscritti) | 18 181                  | 37,00                   |
|                            |                                      |                            |                         |                         |
|                            | Esito: collegio confermato a Lib Dem |                            |                         |                         |

## Risultati dei referendum
|        | Collegio        | Lasciare UE % | Rimanere in UE % |
| ------ | --------------- | ------------- | ---------------- |
|        | Argyll and Bute | 39,4%         | 60,6%            |
| Scozia | 38,0%           | 62,0%         |                  |
|        | Regno Unito     | 51,9%         | 48,1%            |

|        | Collegio        | Voti NO | % No      | Voti SI | % Sì  |
| ------ | --------------- | ------- | --------- | ------- | ----- |
|        | Argyll and Bute | 37 143  | 58,5%     | 26 324  | 41,5% |
| Scozia | 2 001 926       | 55,3%   | 1 617 989 | 44,7%   |       |